# Epigynopteryx fimosa
Epigynopteryx fimosa là một loài bướm đêm trong họ Geometridae.